# Бадахшан (провинција)
Бадахшан је једна од 34 провинције Авганистана. Налази се на сјевероистоку земље, између Хиндукуша и Аму Дарје. Дио је историјског региона Бадахшан.
Провинција Бадахшан има површину од 44.059 km², главни град је Фајзабад.